# علامة دي موسيه
علامة دي موسيه هي حالة يحدث فيها إيماء نظمي أو تذبذب الرأس بالتزامن مع ضربات القلب بشكل عام نتيجة قصور الأبهر حيث يرتد الدم من الشريان الأورطي إلى البطين الأيسر بسبب خلل في الصمام الأبهري. الإيماء هو مؤشر على أن النبض الانقباضي يشعر به المريض بسبب زيادة ضغط النبض الناتج عن قصور الأبهر. سميت الحالة على اسم الشاعر الفرنسي ألفريد دي موسيه. تُعد علامة دي موسيه نوعًا من رعاش الرأس.